# Yoriko Shōno
 Yoriko Shōno (japonès: 笙野 頼子, Shōno Yoriko) és una escriptora japonesa. El seu nom real és Yoriko Ishikawa. Naixé a Yokkaichi i creixé a Ise. Estudià a la Universitat Ritsumeikan de Kyoto i començà a escriure als seus anys universitaris.